# Сражение при Клостеркампене
Сражение при Клостеркампене (англ. Battle of Kloster Kampen) — одно из сражений Семилетней войны, произошедшее 15 октября 1760 года около Клостеркампена на территории современного Северного Рейн-Вестфалия. Французской армии удалось разбить войска союзников, которым пришлось отказаться от своих планов наступления и отступить за Рейн.

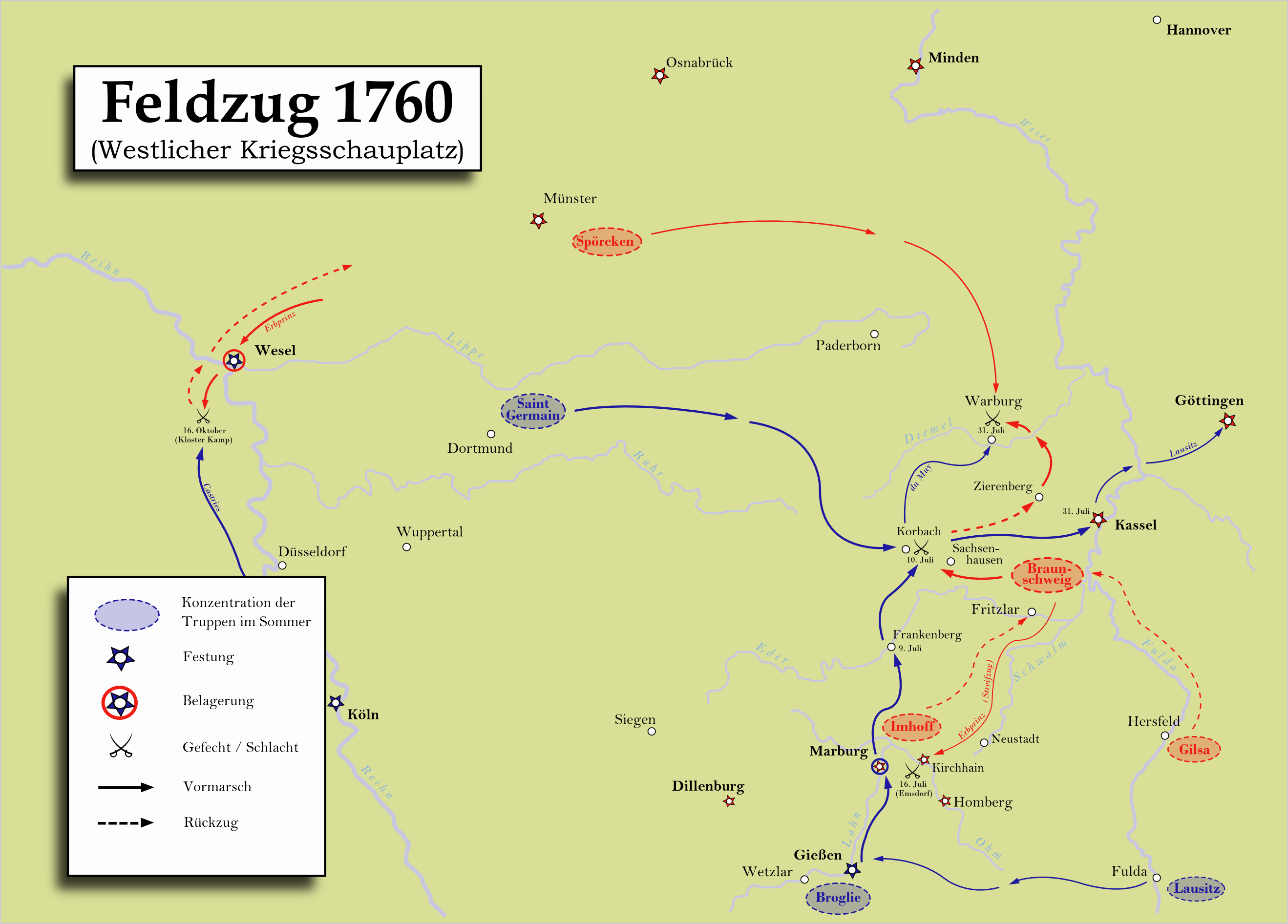
Ход операций на западном театре военных действий в 1760 г.

## Перед сражением
Осенью 1760 года герцог Фердинанд Брауншвейгский, командующий союзной армией, увидел, что французы угрожают Ганноверу. Он отправил 20 000 человек для того, чтобы провести диверсию и отвлечь французскую армию на запад. Французский командующий готовился защищать город Везель на восточном берегу Рейна и сжёг мост через Рейн в устье Липпе, в то время как маркиз де Кастри поспешил с дополнительными подкреплениями, чтобы спасти гарнизон.
Принц Брауншвейгский начал правильную осаду Везеля, построив два понтонных моста через реку. Он решил встретить армию де Кастри в районе Клостер-Кампен к западу от реки. Генерал-майор Джордж Август Эллиот командовал наступающим авангардом: двумя эскадронами прусских гусар, королевскими драгунами, иннискиллингскими драгунами, а также 87-м и 88-м пехотными полками (шотландскими). Основные силы атакующих включали два батальона гренадер, 20-й пехотный полк, 23-й полк уэльских фузилеров, 25-й пехотный полк, 2 батальонов ганноверцев и 2 батальона гессенцева. Позади основных сил армии находились отряд кавалерии, 10-й драгунский полк и 10 эскадронов ганноверской и гессенской кавалерии. Резерв, части 11-го, 33-го и 51-го пехотных полков и 5 гессенских батальонов, находились в нескольких милях позади основных сил армии.

## Сражение
Сражение началось посреди ночи, когда авангард армии союзников выбил французов из монастыря Клостер-Кампен и захватил мост через канал. Залпы орудий дали понять основной колонне французской армии, что атака началась. Когда рассвело, британско-немецкие пехотные полки двинулись в атаку, а шотландские полки обошли французов с фланга и заставили их отступать.
Маркиз де Кастри подтянул свои резервы и привёл в порядок отступающие полки, а затем начал контрнаступление против союзников. Атака французов разбила строй британских и немецких полков и отбросила их за канал. Союзники начали подтягивать резервы, но на это требовалось время, а французы между тем продолжали атаку.
На западном конце канала Элиот возглавил атаку трёх британских кавалерийских полков, которая сорвала наступление французов и позволила отступающим союзникам вернуть себе северный берег. Принц Брауншвейгский приказал союзникам отступить за Рейн. Резерв сформировал кордон. Однако достигнув реки, союзники обнаружили, что понтонный мост был снесён, поэтому на переправу потребовалось два дня. Французы не последовали, позволив союзникам завершить отступление за Рейн.

## Результаты
Поражение союзников вызвало разочарование в Британии, где многие ожидали лучших новостей после большого расширения армии Фридриха. Это заставило некоторых усомниться в способностях Фердинанда командовать союзной армией, хотя Фердинанд одержал победы при Варбурге, Веллингхаузене и Вильгельмстале, успешно защищая Ганновер от вторжения.
Историк Джонатан Далл считает, что сражение при Клостеркампене было важнейшим сражением всей войны и даже всего века: падение Везеля заставило бы французов отступить за Рейн и лишило бы их всяких шансов захватить Ганновер. Не имея возможности давить на Англию, Франции пришлось бы уступать ей во многих вопросах, и в итоге она лишилась бы возможности усилить свой флот. А без сильного флота Франция не смогла бы помочь Америке в её войне за независимость. Без Клостеркампена не было бы Йорктауна, — пишет Далл. 